# High River
High River – miasto w Kanadzie, w prowincji Alberta.